# Centenario
Centenario – miasto w Argentynie, w prowincji Neuquén. Zostało założone w 1922 roku.
Spis z roku 1991 wykazał 21 770 mieszkańców, a spis z roku 2001 – 26 843 mieszkańców, czyli w ciągu 10 lat ludność miasta wzrosła o około 30%.